# Roland Jahn

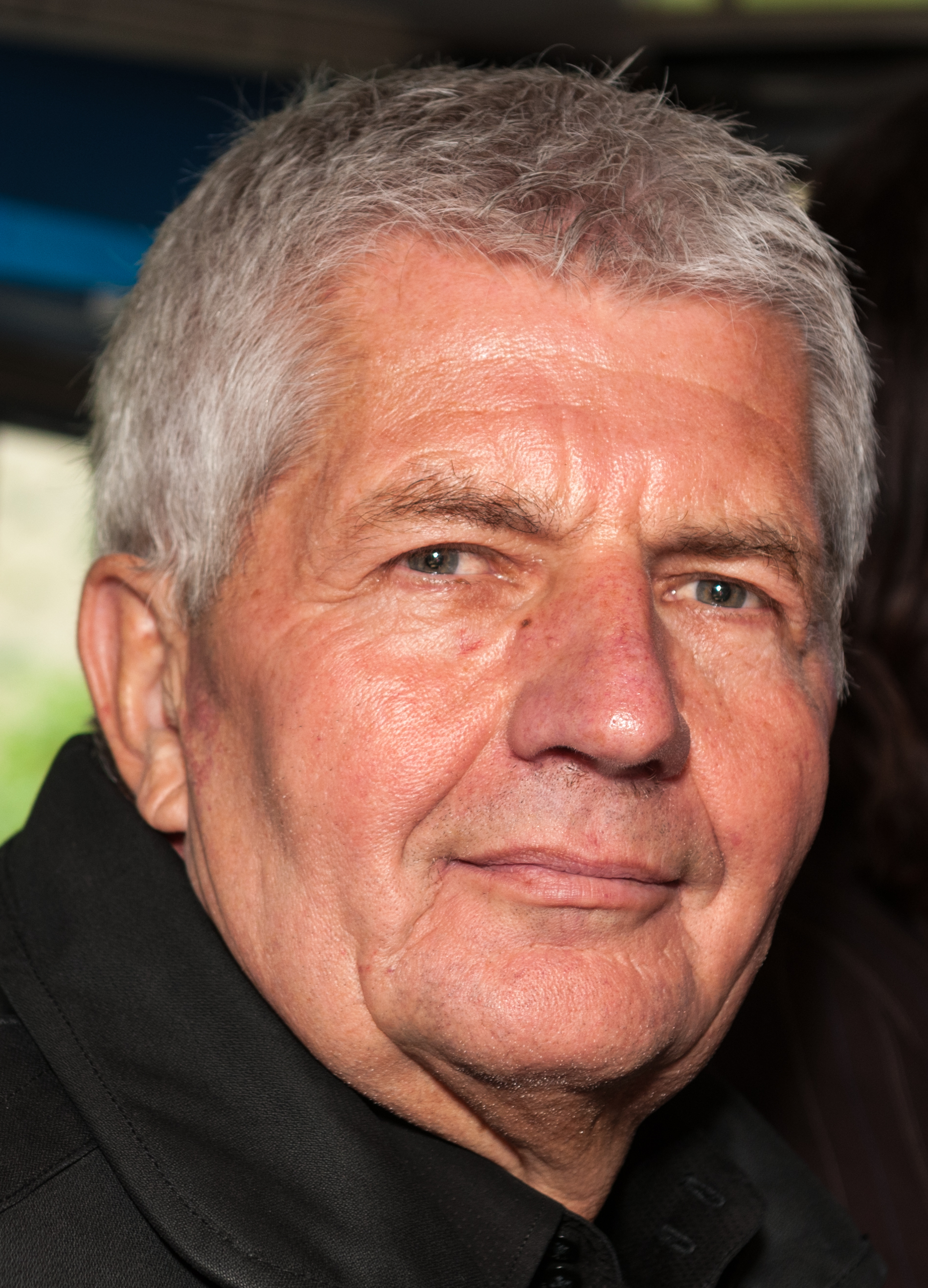

Roland Jahn (ur. 14 lipca 1953 w Jenie) – niemiecki dziennikarz, były opozycjonista w NRD, pozbawiony obywatelstwa w 1983. Od 2011 prezes Instytutu Gaucka.
Skrytykował gen. Jaruzelskiego nazywając go dyktatorem.